# Syntomidopsis
Syntomidopsis este un gen de insecte lepidoptere din familia Arctiidae.

Cladograma conform Catalogue of Life:
| Syntomidopsis | \| \| Syntomidopsis gundlachiana \| \| \| \| \| \| Syntomidopsis variegata \| \| \| \| |
|               | \| \| Syntomidopsis gundlachiana \| \| \| \| \| \| Syntomidopsis variegata \| \| \| \| |
|               | Syntomidopsis gundlachiana                                                             |
|               |                                                                                        |
|               | Syntomidopsis variegata                                                                |
|               |                                                                                        |